# 행성간 자기장
행성간 자기장(行星間 磁氣場, 영어: interplanetary magnetic field, IMF, heliospheric magnetic field, HMF)는 태양계의 행성중에 태양풍에 의해 운반되는 태양의 자기장을 위한 용어이다.
태양풍이 플라즈마이기 때문에 단순한 가스라기보다는 플라즈마의 특성을 지닌다. 예를 들어 그것은 매우 전기적으로 전도적이며 그리하여 태양에서온 자기장은 바람과 같이 운반된다. 바람의 동적인 압력은 태양계의 대부분의 자기압력에 지배적이다. 그리하여 자기장은 외향 움직임과 태양의 회전의 조합에 의해 파커나선으로 당겨진다.
지구와 태양 싸이클에 의존하여 자기장은 안쪽 또는 바깥쪽으로 나선운동을 한다. 자기장은 태양권의 북과 남부에서 나선의 같은 형상을 따른다. 그러나 장의 방향은 반대이다.
이들 두가지 자기 자구는 두 전류편으로 분리된다. 태양권 전류편은 발레리나의 스커트처럼 나부낀다. 그리고 태양의 자기장이 매 11년을 단위로 역전되듯이 태양 싸이클을 통해 형상이 변한다.
행성간 자기장은 태양계 행성들 사이의 태양풍에 의해 이동된 태양 자기장을 나타내는 용어이다. 태양풍이 플라즈마 상태이기 때문에 행성간자기장은 단순한 기체의 특성이 아니라 플라즈마의 특성을 갖는다. 예를 들면 그것은 전기적 전도성이 매우 높아서 태양으로부터 나오는 자기장선이 태양풍을 따라 움직인다. 태양풍의 동역학적 압력은 태양계(또는 태양권)의 대부분에 걸쳐 자기압을 지배하기 때문에 자기장은 외부 운동의 결합과 태양의 자전에 의해 아르키메데스 나선형 패턴으로 안으로 당겨진다. 반구와 태양 주기 위상에 의존하면서 자기장은 안 또는 밖으로 소용돌이친다; 자기장은 반구의 북쪽부분과 남쪽부분에서 같은 모양을 나선형을 따르지만 자기장의 방향은 반대이다. 이 두 자기 영역은 휘어진 면으로 확인된 전기적 흐름인 두 개의 자기디스크에 의해 나뉜다. 이 태양권 자기 디스크는 빙글빙글 도는 발레리나 치마와 유사한 모양을 갖고 태양의 자기장이 약 11년을 주기로 역전되는 태양 주기를 따라 모양이 변한다.
행성간 물질안에 플라즈마는 또한 지구 궤도에서 원래 기대했던 것보다 100배이상 더 강한 태양의 자기장의 세기의 원인이다. 만약 우주가 진공이라면 태양의 표면에서 약 10^-4테슬라인 태양의 자기 쌍극이 (거리)^-3으로 감소하여 10^-11테슬라가 될 것이다. 그러나 위성관측은 약 10^-9테슬라에서 약 100배 더크다는 것을 보여준다. 자기유체역학 이론은 행성간 물질과 같이 자기장 안에서 전도된 유체의 운동이 전기의 흐름을 줄이고 차례로 자기장을 만들것이라고 예상했다 그런점에서 이것은 자기유체 역학 다이나모같이 행동한다.

## 같이 보기
- 태양풍
- 자기권